# جورج ويلر (لاعب كرة قاعدة)
جورج ويلر (بالإنجليزية: George Wheeler)‏ هو لاعب كرة قاعدة أمريكي، ولد في 10 نوفمبر 1881 في شيلبورن في الولايات المتحدة، وتوفي في 3 أغسطس 1918 في كلينتون في الولايات المتحدة.

## وصلات خارجية
- جورج ويلر على موقعبيزبول رفرنس.كوم (الدوري الرئيسي) (الإنجليزية)